# Dulce Leonska
Dulce (umrla o. 1248.) kratko je bila leonska kraljica sa svojom sestrom, Sančom.
Dulce i njezina starija sestra Sanča bijahu djeca Alfonsa IX. Leonskog i njegove prve supruge, Terezije Portugalske te je zajedno sa sestrom bila nasljednica prijestolja. Mlađi polubrat gospe Dulce bio je Ferdinand III., kastiljski kralj, koji je zavladao Kastiljom po pravu svoje majke Berengarije.
Poslije Alfonsove smrti, građani Leona odbili su prihvatiti Alfonsove kćeri te je kraljem Leona postao polubrat, Ferdinand, koji je tako ujedinio kraljevine. U to vrijeme, Dulce je imala 35 godina. Dulce se povukla u samostan svete Marije u Villabueni; samostan je osnovala Dulceina majka.